# Socket FM2
Socket FM2 — процесорний роз'єм для гібридних процесорів (APU) фірми AMD з архітектурою ядра Piledriver: Trinity і Richland, а також скасованих Komodo, Sepang і Terramar (MCM — багаточіпових модуль). Конструктивно є ZIF-роз'ємом із 904 контактами, який розрахований на установку процесорів у корпусах типу PGA.
Socket FM2 був представлений 2012 року, всього через рік після Socket FM1. Хоча Socket FM2 є розвитком сокету FM1, він не має зворотної сумісності з ним.
Процесори Trinity мають до чотирьох ядер, серверні чіпи Komodo і Sepang — до 10, а Terramar — до 20 ядер.
Однак, оголошено про припинення розробки Sepang і Terramar; цікаво, що роботи над даними рішеннями припинені на досить пізній стадії, оскільки їх анонс передбачався 2012 року, разом із серверними платформами G2012 і C2012. Плани компанії змінилися, і тепер[коли?] AMD готує інші серверні ЦП — Abu Dhabi, до складу яких входить до 16 ядер Piledriver.

## Огляд можливостей
| Марка                                                 | Llano                      | Trinity                    | Richland                   | Kaveri                                     | Carrizo                                    | Bristol Ridge         | Raven Ridge           | Picasso               | Renoir                | Cezane                |                 | Desna, Ontario, Zacate | Kabini, Temash  | Beema, Mullins  | Carrizo-L           | Stoney Ridge    | Dalí    |
| ----------------------------------------------------- | -------------------------- | -------------------------- | -------------------------- | ------------------------------------------ | ------------------------------------------ | --------------------- | --------------------- | --------------------- | --------------------- | --------------------- | --------------- | ---------------------- | --------------- | --------------- | ------------------- | --------------- | ------- |
| Платформа                                             | Стаціонарна, Мобільна      | Стаціонарна, Мобільна      | Стаціонарна, Мобільна      | Стаціонарна, Мобільна                      | Стаціонарна, Мобільна                      | Стаціонарна, Мобільна | Стаціонарна, Мобільна | Стаціонарна, Мобільна | Стаціонарна, Мобільна | Стаціонарна, Мобільна | Ультра мобільна | Ультра мобільна        | Ультра мобільна | Ультра мобільна | Ультра мобільна     | Ультра мобільна |         |
| Дата релізу                                           | Серп 2011                  | Жовт 2012                  | Черв 2013                  | Черв 2014                                  | Черв 2015                                  | Черв 2016             | Жовт 2017             | Січ 2019              | Берез 2020            | Січ 2021              | Січ 2011        | Трав 2013              | Квіт 2014       | Трав 2015       | Лют 2016            | Квіт 2019       |         |
| Fab (нм)                                              | GlobalFoundries, 32 нм SOI | GlobalFoundries, 32 нм SOI | GlobalFoundries, 32 нм SOI | 28                                         | 28                                         | 28                    | 14                    | 12                    | TSMC 7 нм             | TSMC 7 нм             | TSMC 40 нм      | 28                     | 28              | 28              | 28                  | 14              |         |
| Розмір (мм2)                                          | 228                        | 246                        | 246                        | 245                                        | 245                                        | 250                   | 210                   | 210                   | 156                   | 180                   | 75 (+ 28 FCH)   | 107                    | 107             | Н/Д             | 125                 | 149             |         |
| Сокети                                                | FM1, FS1                   | FM2, FS1+, FP2             | FM2, FS1+, FP2             | FM2+, FP3                                  | FP4, FM2+, AM4                             | FP4, AM4              | FP5, AM4              | FP5, AM4              | FP6, AM4              | FP6, AM4              | FT1             | AM1, FT3               | FT3b            | FT3b            | FP4                 | FP5             |         |
| Архітектура процесорів                                | AMD K10                    | Piledriver                 | Piledriver                 | Steamroller                                | Excavator                                  | Excavator+            | Zen                   | Zen+                  | Zen 2                 | Zen 3                 | Bobcat          | Jaguar                 | Puma            | Puma+           | Excavator+          | Zen             |         |
| Максимальна підтримка DRAM                            | DDR3-1866                  | DDR3-1866                  | DDR3-2133                  | DDR3-2133                                  | DDR3-2133 DDR4-2400                        | DDR4-2400             | DDR4-2993             | DDR4-2993             | LPDDR4-4266 DDR4-3200 | LPDDR4-4266 DDR4-3200 | DDR3L-1333      | DDR3L-1600             | DDR3L-1866      | DDR3L-1866      | DDR3-1866 DDR4-2400 | DDR4-2400       |         |
| 3D рушій1                                             | TeraScale 2 (VLIW5)        | TeraScale 3 (VLIW4)        | TeraScale 3 (VLIW4)        | Graphics Core Next 2 (GCN 2) (Mantle, HSA) | Graphics Core Next 2 (GCN 2) (Mantle, HSA) | GCN 3                 | GCN 3                 | GCN 5                 | GCN 5                 | GCN 5                 | GCN 5           | TeraScale 2 (VLIW5)    | GCN 2           | GCN 2           | GCN 2               | GCN 3           | GCN 5   |
| 3D рушій1                                             | 400:20:8                   | 384:24:6                   | 384:24:6                   | 512:32:8                                   | 512:32:8                                   | 512:32:8              | 704:44:16             | 704:44:16             | 512:32:8              | 512:32:8              | 80:8:4          | 128:8:4                | 128:8:4         | 128:8:4         | До 192:?:?          | До 192:?:?      |         |
| 3D рушій1                                             | IOMMUv1                    | IOMMUv1                    | IOMMUv1                    | IOMMUv2                                    | IOMMUv2                                    | IOMMUv2               | IOMMUv2               | IOMMUv2               | IOMMUv2               | IOMMUv2               | IOMMUv1         | IOMMUv1                | IOMMUv1         | Н/Д             | Н/Д                 | IOMMUv2         |         |
| Уніфікований Відео Декодер                            | UVD 3                      | UVD 3                      | UVD 3                      | UVD 4.2                                    | UVD 6                                      | UVD 6                 | VCN 1.0               | VCN 1.0               | VCN 2.1               | VCN 2.2               | UVD 3           | UVD 4                  | UVD 4.2         | UVD 6.0         | UVD 6.3             | VCN 1.0         | VCN 1.0 |
| Рушій Відео Кодування                                 | Н/Д                        | VCE 1.0                    | VCE 1.0                    | VCE 2.0                                    | VCE 3.1                                    | VCE 3.1               | VCN 1.0               | VCN 1.0               | VCN 2.1               | VCN 2.2               | Н/Д             | VCE 2.0                | VCE 2.0         | VCE 3.1         | VCE 3.1             |                 |         |
| Режим енергозбереження графічного процесора           | PowerPlay                  | PowerTune                  | PowerTune                  | PowerTune                                  | PowerTune                                  | PowerTune             | PowerTune             | PowerTune             | PowerTune             | PowerTune             | PowerPlay       | PowerTune              | PowerTune       | PowerTune       | PowerTune           | PowerTune       |         |
| Максимальна кількість дисплеїв, які можна підключити2 | 2–3                        | 2–4                        | 2–4                        | 2–4                                        | 3                                          | 3                     | 3                     | 3                     | 4                     | 4                     | 2               | 2                      | 2               | 2               | 3                   | 4               |         |
| AMD FreeSync                                          | Н/Д                        | Н/Д                        | Н/Д                        | Так                                        | Так                                        | Так                   | Так                   | Так                   | Так                   |                       | Н/Д             | Так                    | Так             | Так             | Так                 | Так             |         |
| AMD TrueAudio                                         | Н/Д                        | Н/Д                        | Н/Д                        | Так                                        | Так                                        | Так                   | Так                   | Так                   | Так                   |                       | Н/Д             | Так                    | Так             | Так             | Так                 | Так             |         |
| /drm/radeon                                           | Так                        | Так                        | Так                        | Так                                        | Так                                        | Так                   | Н/Д                   | Н/Д                   | Н/Д                   | Н/Д                   | Н/Д             | Так                    | Так             | Так             | Так                 | Н/Д             | Н/Д     |
| /drm/amdgpu                                           | Н/Д                        | Н/Д                        | Н/Д                        | [ 11 ]                                     | [ 11 ]                                     | Так                   | Так                   | Так                   | Так                   | Так                   | Так             | Н/Д                    | [ 11 ]          | [ 11 ]          | [ 11 ]              | Так             | Так     |

- 1 Уніфікованих шейдерів : Texture mapping units : Render output units
- 2 Для підтримки більше 2-х дисплеїв необхідно скористуватися додатковою панеллю із портом DisplayPort.[12] Також можна використовувати активні адаптери DisplayPort-to-DVI/HDMI/VGA

## Socket FM2+
Процесорне гніздо Socket FM2+ сумісне як із наявними APU поколінь Trinity і Richland, так і з Kaveri і Godavari (поставки Kaveri в настільному сегменті почалися на початку 2014 року, а в мобільному секторі — 2014 року).
Перспективні APU під кодовим ім'ям Carrizo теж підтримуватимуться FM2+.
Є інформація[джерело?] про те, що сокет FM2+ буде актуальним щонайменше до 2015 року, підтримуючи всі існуючі лінійки APU.